# مؤتمر القمة العالمي لعام 2005

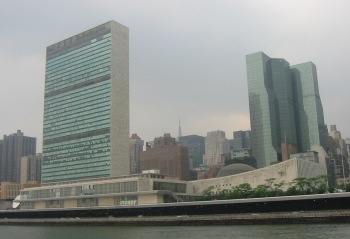

مؤتمر القمة العالمي لعام 2005، المنعقد بتاريخ 14-16 سبتمبر/أيلول 2005، اجتماع قمة مُتابِع لمؤتمر قمة الألفية للأمم المتحدة لعام 2000، والذي أدى إلى إعلان الألفية للأمم المتحدة للأهداف الإنمائية للألفية (MDGs). اجتمع ممثلون (بما في ذلك العديد من القادة) من دول الأعضاء الـ 191 آنذاك (الآن 193) في مدينة نيويورك ووصفته الأمم المتحدة بأنه «فرصة هذا الجيل لاتخاذ قرارات جريئة في مجالات التنمية والأمن وحقوق الإنسان وإصلاح الأمم المتحدة».

## القمة
وُصِفَت القمة بأنها «أكبر تجمع لزعماء العالم في التاريخ»، وشهدت قدوم العديد من رؤساء الدول ورؤساء الحكومات. حيث كان هناك حوالي 170 من القادة وفقًا للمنظمين. ألقى غالبية الحاضرين كلمة أمام الجمعية العامة للأمم المتحدة، وألقوا خطابات تعكس نجاحات الماضي في الأمم المتحدة والتحديات المستقبلية. ألقت جميع دول الأعضاء الـ 191 آنذاك خطابًا بشكلٍ ما، وإذا لم يكن رئيس الدولة أو الحكومة حاضرًا ناب عنه وزير الخارجية أو نائب الرئيس أو نائب رئيس الوزراء.
ترأس الاجتماعات رئيس وزراء السويد جوران بيرسون، منذ أن كان السويدي يان الياسون رئيس الجمعية العامة للأمم المتحدة بدورتها الستين. تمّ التوصل إلى المحادثات بشأن الوثيقة الختامية للقمة العالمية بعناية تحت إشراف رئيس الجمعية العامة بدورتها التاسعة والخمسين، السيد جان بينغ من الغابون.
أُجّلت مفاوضات ما قبل القمة بسرعة بمثول سفير الولايات المتحدة لدى الأمم المتحدة جون بولتون في الأمم المتحدة أوائل أغسطس/آب، الذي عينه الرئيس الأمريكي جورج دبليو بوش أثناء عطلة مجلس الشيوخ. كان المنصب شاغرًا منذ شهر يناير/كانون الأول، حيث تولى المسؤولون الدبلوماسيون الأمريكيون المسؤوليات. أصدر بولتون بسرعة قائمة بالمتطلبات الجديدة (بما في ذلك التخلي عن استخدام مصطلح ’’الأهداف الإنمائية للألفية‘‘)، والتي لم يتم تسويتها قبل أيام من القمة. زعم بعض المراقبون أنه في عشية القمة، وصلت الولايات المتحدة لاتفاق استرضائي أكثر ممّا كان متوقعًا، يعود ذلك جزئيًا إلى نتيجة تدفق الدعم الدولي للولايات المتحدة بعد إعصار كاترينا.
وإلى جانب مناقشة التقدم المحرز بشأن الأهداف الإنمائية للألفية وتكرار الالتزام العالمي بها، عُقدت القمة لمعالجة الإصلاح المحتمل للأمم المتحدة؛ في نهاية المطاف أُجِّلَت الكثير من الخطط إلى موعدٍ لاحق. باستثناء إقرار ’’مسؤولية الحماية‘‘ (المعروفة بالاختصارين RtoP وR2P)، وهو عبارة عن ’’حق التدخل الإنساني‘‘ الذي وضعته لجنة تابعة للأمم المتحدة واقترحه كوفي أنان ضمن جزء من كتابه «في جوٍّ من الحرية أفسح» بمثابة حزمة إصلاح. تمنح ’’مسؤولية الحماية‘‘ المجتمع الدولي الحق في التدخل في حالة ’’تقاعس واضح للسلطات الوطنية عن حماية سكانها من الإبادة الجماعية وجرائم الحرب والتطهير العرقي والجرائم ضد الإنسانية‘‘. وكان هناك اتفاق شامل في القمة على إنشاء مجلس جديد لحقوق الإنسان.
وخلال القمة، حصلت اتفاقية الأمم المتحدة لمكافحة الفساد على موافقة الثلاثين، ودخلت حيز التنفيذ في ديسمبر/كانون الثاني 2005.
كما عقدت الجلسة الافتتاحية لمؤسسة كلينتون العالمية في مدينة نيويورك لتتزامن مع القمة العالمية لعام 2005، واجتذبت العديد من قادة العالم الذين حضروا القمة.

## نتائج القمة العالمية
في نهاية قمة عام 2005، وافقت الوفود التي حضرت على محتويات وثيقة عرفت باسم وثيقة نتائج القمة العالمية.
وعُرضت على الجمعية العامة للأمم المتحدة لاعتمادها كقرار في 16 سبتمبر/أيلول حين أدلى السفراء ببيانات وتحفظات في اللحظة الأخيرة. على سبيل المثال، قال جون بولتون: «أود أن أوضح نقطة واحدة: تتفهم الولايات المتحدة هذه التوصية حول المؤتمر الدولي للسكان والتنمية، وإعلان وخطة عمل بكين، واستخدام تعبير ’’الصحة الإنجابية‘‘ في الفقرتين 57 (جي) و58 (سي) من الوثيقة الختامية التي لا تمنح أي حقوق ولا يمكن تفسيرها على أنها تشكل دعمًا أو تأييدًا أو تشجيعًا للإجهاض».
أكدت جماعة الضغط التابعة للأمم المتحدة لبريطانيا العظمى وأيرلندا الشمالية (UNA-UK) على:
اتهام المفوضين في قمة الأمم المتحدة بإصدار وثيقة ختامية ’’مخففة‘‘ تكرر فقط الضمانات الحالية. صحيح أن هناك سببًا لخيبة الأمل، لا سيما الفشل في إحراز تقدم بشأن أسلحة الدمار الشامل. لكن الوثيقة تحتوي أيضًا على خطوات مهمة تسعى للمضي قدمًا بما في ذلك:
1.  الاتفاق على مسؤولية حماية السكان الذين يعانون من انتهاكات جسيمة لحقوق الإنسان.
2.  برنامج عمل لإنشاء لجنة بناء السلام لمنع العودة إلى العنف عقب إبرام اتفاقيات السلام.
3.   اتفاق على تزويد الأمم المتحدة بمجلس جديد لحقوق الإنسان لتعزيز قدرتها على تعزيز حقوق الإنسان وحمايتها في جميع أنحاء العالم.
اتفق قادة العالم على نص توافقي، يتضمن البنود الجديرة بالذكر التالية:
- لجنة بناء السلام لتوفير آلية مركزية لمساعدة البلدان الخارجة من الصراعات.
- الاتفاق على أن المجتمع الدولي لديه ’’مسؤولية الحماية‘‘ وواجب عليه التدخل عندما تفشل الحكومات الوطنية في الوفاء بمسؤوليتها عن حماية مواطنيها من الجرائم الفظيعة.
- إنشاء مجلس حقوق الإنسان التابع للأمم المتحدة (أنشئ عام 2006).
- اتفاق لتخصيص مزيد من إنشاءالموارد لمكتب الأمم المتحدة لخدمات الرقابة الداخلية (OIOS).
- عدة اتفاقات لإنفاق مليارات أكثر على تحقيق الأهداف الإنمائية للألفية.
- إدانة واضحة لا لبس فيها للإرهاب ’’بكل أشكاله ومظاهره‘‘.
- إنشاء صندوق الديمقراطية.

- اتفاقية لإنهاء مجلس الوصاية التابع للأمم المتحدة بسبب إتمام مهمته.

### مجلس الأمن الدولي وحماية المدنيين في النزاعات المسلحة
أكد قرار مجلس الأمن التابع للأمم المتحدة رقم 1674، الذي اتخذه مجلس الأمن التابع للأمم المتحدة في 28 أبريل/نيسان 2006، «من جديد أحكام الفقرتين 138 و 139 من وثيقة نتائج القمة العالمية لعام 2005 بشأن مسؤولية حماية السكان من الإبادة الجماعية وجرائم الحرب والتطهير العرقي والجرائم ضد الإنسانية.